# دوشان زيفكوفيتش
دوشان زيفكوفيتش (31 يوليو 1996 بليسكوفاتس في صربيا - ) هو لاعب كرة قدم صربي في مركز الدفاع. لعب مع النجم الأحمر بلغراد وسبارتاك سوبتيتسا وبيزانيا نوفي بلغراد ‏.

## وصلات خارجية
- دوشان زيفكوفيتش على موقع الاتحاد الأوربي (الإنجليزية)
- دوشان زيفكوفيتش على موقع قاعدة بيانات كرة القدم.إي يو (الإنجليزية)
- دوشان زيفكوفيتش على موقع Soccerway.com (الإنجليزية)